# Lyktgubbe

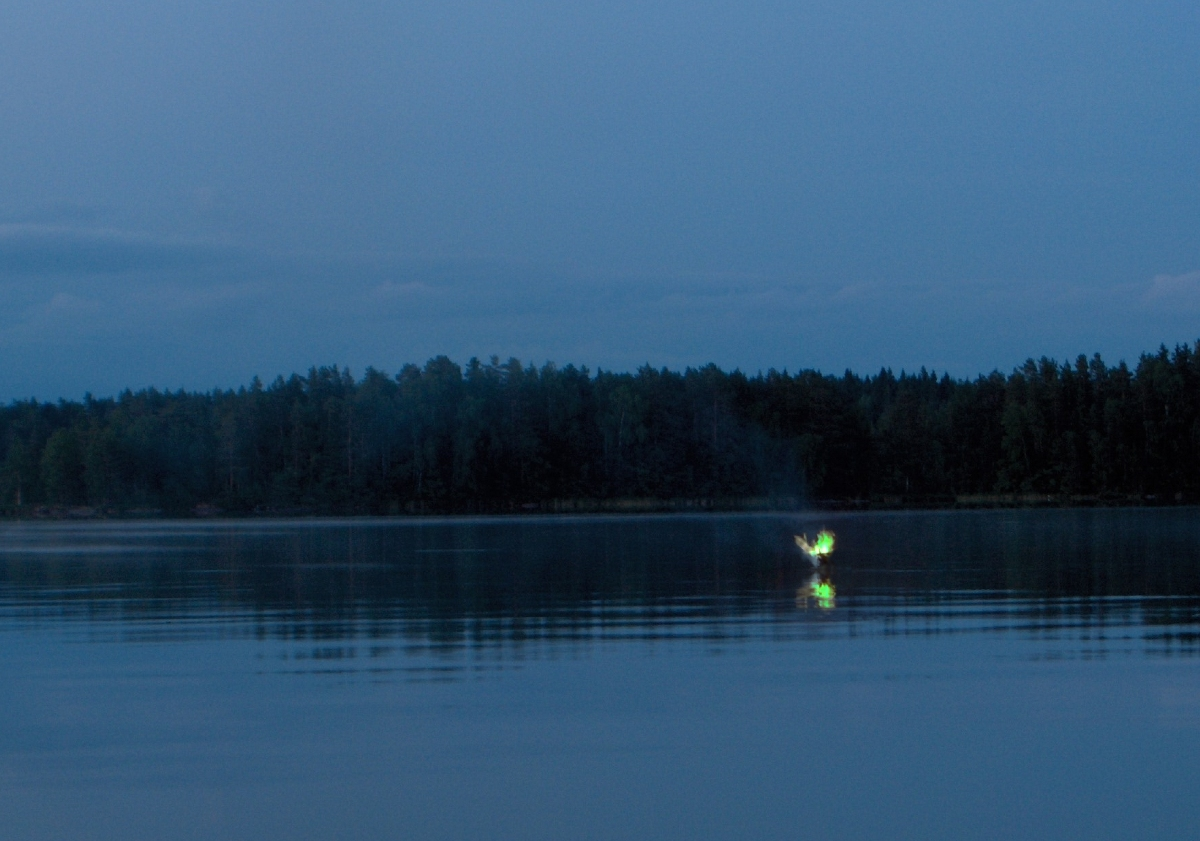
En rekonstruktion av ett irrbloss.

Lyktgubbe kallas i folktron de ljussken, irrbloss, ute i naturen som ofta associerades med en varelse som bar på en lykta.
Man kunde till exempel ha den mer allmänna föreställningen att irrblossen var själen från någon död människa. Irrbloss har rapporterats från kyrkogårdar och galgbackar och lyktgubben kunde då vara ett spöke som inte fått ro i sin grav. I vissa delar av Sverige var detta väsen vålnaden efter en människa som med lykta i hand vaktade orätt nedgrävda pengar eller någon som hade flyttat råmärken utan laga tillstånd.
En vanlig sägen om lyktgubben är när han, i utbyte mot löfte om en tolvskilling, hjälper en vilsekommen hem. När den vilsne väl kommit hem kastar dock denne myntet hånfullt till exempel i sin vedtrave. Nästa morgon återfinns veden utspridd över hela tomten.
I vissa traditioner omtalades ibland att lyktgubben var en omoralisk lantmätare som fått sitt rättvisa straff.